# Městská občina Kranj
Městská občina Kranj (slovinsky Mestna občina Kranj) je jednou z 212 občin ve Slovinsku. Nachází se v Hornokraňském regionu na území historického Kraňska. Občinu tvoří 48 sídel, její rozloha je 150,9 km² a k 1. lednu 2017 zde žilo 56 081 obyvatel. Správním střediskem občiny je město Kranj.

## Členění občiny
Občina se dělí na sídla:
- Babni Vrt
- Bobovek
- Brdo pri Kranju
- Breg ob Savi
- Britof
- Čadovlje
- Čepulje
- Golnik
- Goriče
- Hrastje
- Ilovka
- Jama
- Jamnik
- Javornik
- Kokrica
- Kranj
- Lavtarski Vrh
- Letenice
- Mavčiče
- Meja
- Mlaka pri Kranju
- Nemilje
- Njivica
- Orehovlje
- Pangršica
- Planica
- Podblica
- Podreča
- Povlje
- Praše
- Predoslje
- Pševo
- Rakovica
- Rupa
- Spodnja Besnica
- Spodnje Bitnje
- Srakovlje
- Srednja vas - Goriče
- Srednje Bitnje
- Suha pri Predosljah
- Sveti Jošt nad Kranjem
- Šutna
- Tatinec
- Tenetiše
- Trstenik
- Zabukovje
- Zalog
- Zgornja Besnica
- Zgornje Bitnje
- Žabnica
- Žablje